# Marv Luster
(en) Statistiques sur statscrew
Marv Luster, né le 27 novembre 1937 à Shreveport et mort le 25 mai 2020 à Matthews, est un joueur américain de football canadien.
Il a principalement joué aux positions de demi défensif et de demi inséré. Il a commencé et terminé sa carrière avec les Alouettes de Montréal, mais a surtout joué pendant neuf saisons avec les Argonauts de Toronto. Il est membre du Temple de la renommée du football canadien depuis 1990.

## Carrière
Né en Louisiane, Marv Luster a joué au football collégial pour les Bruins d'UCLA. En 1961 il a été choisi joueur le plus utile du Coaches All-America Game (en) (aussi connu sous le nom de All-America College Bowl). Il a été repêché par les Rams de Los Angeles, mais n'a jamais joué dans la NFL, passant toute sa carrière dans la Ligue canadienne de football. À ses débuts avec les Alouettes en 1961, il était principalement un receveur de passes, étant même le meneur à cette position pour son club lors de ses trois saisons complètes à Montréal (1961-1963), à une époque où l'équipe était peu compétitive.
Au milieu de la saison 1964, il a été échangé aux Argonauts de Toronto. Les Argos l'utilisèrent presque uniquement à la défense, comme demi défensif. Il continua à être un joueur dominant à cette position, comme le montre son nombre de sélection dans les équipes d'étoiles. Il a réussi 26 interceptions en carrière.
Marv Luster est retourné avec les Alouettes lors d'un échange en avril 1973. Il a ainsi eu l'occasion de mettre la main sur la coupe Grey pour l'unique fois de sa carrière lors de son dernier match professionnel, le 24 novembre 1974.
Son entraîneur avec les Alouettes, Marv Levy, a dit de lui qu'il était « Le professionnel complet » (« He's the complete pro »).
Marv Luster décède le 25 mai 2020 à l'âge de 82 ans de la Covid-19.

## Trophées et honneurs
- 1961, 1962, 1966 à 1972 : nommé sur l'équipe d'étoiles de l'Est
- 1966, 1968 à 1972 : nommé sur l'équipe d'étoiles de la LCF
- 1990 : intronisé au Temple de la renommée du football canadien